# 水素化リチウム
水素化リチウム（すいそかリチウム、lithium hydride）とは、組成式LiHで表されるリチウムと水素から成る無機化合物である。

## 概要
水素雰囲気下で金属リチウムを赤熱することによって得られる無色の立方晶系イオン結晶でLi+とH-からなる塩化ナトリウム型構造をとり、Li−H間距離は2.04Åである。融点は680℃で、720℃で分解する。市販品は白から灰色の固体であるが、純粋なものは青灰色である。アルカリ金属の水素化物中で最も安定で、乾燥空気中では常温で分解しないが、光に当たると分解して黒くなる。空気中の水分とも反応する。
水と激しく反応して水酸化リチウムと水素を生ずる。
{\displaystyle {\ce {LiH\ + H2O -> LiOH\ + H2}}}
あるいは強酸化剤と反応しても水素を発生する。
ジエチルエーテルにわずかに溶けるので、有機化学で還元剤に用いられる。
塩化アルミニウムと反応させ水素化アルミニウムリチウム LiAlH4 の製造原料とする。
取扱いには注意が必要である。湿った空気中で粉末を扱うのは危険が伴う。また、腐食性があり、皮膚などに付着したときは流水で洗い流す必要がある。
重水素化リチウム（化学式:LiD、特に重水素化リチウム6）は核融合兵器の主原料の一つである。